# Tetraleurodes neemani
Tetraleurodes neemani es un hemíptero de la familia Aleyrodidae, con una subfamilia: Aleyrodinae.
Fue descrita científicamente por primera vez por Bink-Moenen in Bink-Moenen & Gerling en 1992.